# 大石理乃
大石 理乃（おおいし りの、9月8日 - ）は、日本のシンガーソングライターであり、グループ「tasotokyoガールズ」のメンバーである。
鹿児島県出身。事務所に所属していないフリーランス。別名義として「tasotokyo」「りのタソ」。シンガーソングライターとして作詞・作曲・編曲・歌唱・楽器演奏をこなし、バンドではギタリスト、アイドルプロデューサーとして「tasotokyoガールズ」を全国に展開。「tasotokyoガールズ」では、自らもアイドルとしてステージに立っている。

## 略歴
- 「たまち四姉妹」「the Spinach」「讃岐うどんズ」等のバンドにて音楽活動を開始。
- 2010年7月、YouTubeに楽曲・動画を投稿し始める。
- 2013年、映画「LR Lost Road」に劇中歌として楽曲提供。[5]
- 2014年9月、瀧本美織がボーカルを務めるガールズバンド「LAGOON」に、ギタリストRINO（リノ）として参加。
- 2014年11月26日、初のミニアルバム『魔法少女りのタソ☆彡』をリリース。
- 2015年7月、「LAGOON」を脱退し、ソロ活動を再開。
- 2015年8月、「tasotokyoガールズ」を結成。
- 2016年2月3日、初のフルアルバム『またたびセンチメンタル』をリリース。
- 2017年7月26日、通常盤と会場限定盤で収録内容が違うシングル『東京LOvE STORY』をリリース。
- 2017年9月、Blood on the Dance Floor の日本ツアー「Light Bring 2017」に参加。
- 2017年、宍戸留美のトリビュートアルバム『8=∞』制作に向けて行われた『地球の危機』オーディションにて選出され、歌手として参加。[6]
- 2018年4月29日、『Timeless』を収録した安原兵衛プロデュースのコンセプトミニアルバム『FANTASY OF GALAXXY』をM3にてリリース。
- 2018年8月、とんすけMISATOとのユニット「グランピーアニマル」を結成。
- 2019年3月20日、初のクラウドファンディングにて、目標額500,000円に対して、386%を達成。[7]
- 2019年4月24日、日本コロムビアより、フルアルバム『大石元年』をリリース。
- 2019年7月27日、渋谷DESEOにて、入場料無料のフリーワンマンライブを開催。

## 作品

### シングル
- 『東京LOvE STORY』（2017年7月26日リリース、品番：TYGKR-1003）※通常盤
  - 東京LOvE STORY
  - マイケル一族の数奇な人生
  - 桜並木
- 『東京LOvE STORY』（2017年7月26日リリース、品番：TYGKR-1004）※会場限定盤
  - 東京LOvE STORY AnotherEdit
  - I&U&HE&SHE
  - 恋のジャズマスター
  - りんごの木
  - 東京LOvE STORY Instruments

### EP
- 『バリバリバリケード』（2018年10月13日リリース）※グランピーアニマル名義
  - バリバリバリケード
  - みんなのマンゴー
  - エルレのロンサム
- 『イマハスキ』（2019年5月24日リリース）※グランピーアニマル名義
  - イマハスキ
  - グラグラグラノーラ
  - さくらんぼ爆弾

### アルバム
- 『魔法少女りのタソ☆彡』（2014年11月26日リリース、品番：ERCD-15003）
  - 中央快速ハミングバード
  - 男子禁制ラブレター
  - CHUKAMAN
  - マリコの不条理
  - やさしさ
  - 魔法使いあたし。
- 『またたびセンチメンタル』（2016年2月3日リリース、品番：TYGKR-1001）
  - 北海道のキャバクラ
  - にゃんにゃん
  - チャイム
  - ドーテイスーサイド
  - yummy!
  - 大森海岸
  - 魔王
  - ハイウェイキャッツ
  - センチメンタルじゃあね
  - yesの3択
  - marry
  - アイム・ロスト・サーバー
- 『大石元年』（2019年4月24日リリース、品番：QACW-1005）
  - 無音から。
  - 中央快速ハミングバード ～元祖～
  - 夢追いかけろ！旅
  - 桃どんぶりー
  - 淡い夢ロディ
  - プロ奢ラレヤー
  - 仮想人生
  - ミカヅキ
  - バンドマンの女
  - サクラ ～ウクレレ弾き語り～
  - 今夜はHearty Party
- 『僕のロックはこんなんじゃない＜犬盤＞』（2019年10月16日リリース、品番：GRP-001）※グランピーアニマル名義
- 『僕のロックはこんなんじゃない＜兎盤＞』（2019年10月16日リリース、品番：GRP-002）※収録曲は犬盤と同一内容
  - 揺れまくり症候群
  - バリバリバリケード
  - Sundiver
  - グラグラグラノーラ
  - 不可抗力ハプニングにゃん2
  - エルレのロンサム
  - イマハスキ
  - 僕のロックはこんなんじゃない
  - ジェンダーレス・テンダネス
  - みんなのマンゴー
  - 夢幻のプラネタリウム
  - さくらんぼ爆弾

### 参加作品
- メメントモリ Lament Collection Vol.2（2024年10月23日発売）

### その他
- シネマ健康会制作映画「LR Lost Road」 - 『パンストPUNK ROCK』『夢追いかけろ！旅』（作詞・作曲）
- Girls Beat!!（加護亜依が結成したアイドルユニット） - 『まだ、やれる』『届け！届け！』（作詞・作曲）
- スマートフォンアプリ/ひかりＴＶゲーム「にゃんにゃん」 - 『にゃんにゃん』（歌）
- 沖縄県自動車整備振興会 - 『てんけんくんのじゃん犬SONG』（歌）
- 熊田佳奈絵 - 『キモオタのうた』（作曲）
- タルトタタン - 『ポリティカルないきものたち』（歌）
- モズエンタープライズ - 『まわれ！たこやきくん』『たこぱーいこうよ！』（歌）
- 宍戸留美トリビュートアルバム『8=∞』 - 『地球の危機』（歌）
- るなっち☆ほし - 『雪うさぎクレヨン』『おさかなマーメイド』（作詞）
- 安原兵衛プロデュースコンセプトミニアルバム『FANTASY OF GALAXXY』 - 『Timeless』（作詞・作曲・歌）
- 高崎美佳『あのよろし』 - 『ミカヅキ』（作詞・作曲）
- Bettys - 『桃色のジェラシー』（作詞・作曲）

## 出演

### ウェブテレビ
- チャンスの時間（2018年6月、AbemaTV）パンクロック地下アイドルとしてB'z松本を越えてゆけ!ギターソロ選手権に参加[8]。